# Leucophenga capillata
Leucophenga capillata är en tvåvingeart som beskrevs av Bachli 1971. Leucophenga capillata ingår i släktet Leucophenga och familjen daggflugor. Inga underarter finns listade i Catalogue of Life.